# Baçorá (província)
Baçorá (em árabe: البصرة; romaniz.: Al Baṣra) é uma das 19 províncias do Iraque. Possui 19 070 quilômetros quadrados e de acordo com o censo de 2018, havia 2 908 491 habitantes. Sua capital fica em Baçorá.